# Pukao (seamount)
Il Pukao è un vulcano sottomarino (classificato anche come seamount o montagna sottomarina) situato nell'Oceano Pacifico, all'estremità occidentale della catena di montagne sottomarine dell'Isola di Pasqua. A est del Pukao si innalza il vulcano sottomarino Moai e successivamente l'Isola di Pasqua.
Il Pukao si innalza di 2.500 metri dal fondale oceanico e la sua sommità si trova ad alcune centinaia di metri al di sotto della superficie del mare. Come vulcano è relativamente giovane; si ritiene che si sia formato poche centinaia di migliaia di anni fa, in seguito al passaggio della placca di Nazca al di sopra del punto caldo dell'Isola di Pasqua. 